# Parthenicus baccharidis
Parthenicus baccharidis är en insektsart som beskrevs av Knight 1925. Parthenicus baccharidis ingår i släktet Parthenicus och familjen ängsskinnbaggar. Inga underarter finns listade i Catalogue of Life.